# "Unplugged" Live
"Unplugged" Live é um álbum ao vivo dos McAuley Schenker, gravado na Califórnia, durante uma excursão com um conjunto completamente acústico. Michael Schenker lançou este álbum ao vivo no auge de "unplugged" no início de 1990. O álbum apresenta o guitarrista Spencer Sercombe na segunda guitarra e backing vocals. "Unplugged" Live é a versão final dos McAuley Schenker Group, que se separaram em 1993; Robin McAuley casou-se e retirou-se da música por alguns anos, enquanto que Michael Schenker começou a trabalhar em projetos de solo instrumental.

## Executantes
- Robin McAuley - vocalista
- Michael Schenker - guitarrista liderante
- Spencer Sercombe - guitarrista, background vocals, liderança na segunda parte de "Gimme Your Love"

## Produção
- Robin McAuley e Michael Schenker - produtores
- Filmado em: Anaheim, California a 25 de Março de 1992
- Bill Dooley em Brooklyn Recording Studios in Los Angeles